# Robert Korzeniowski
Robert Marek Korzeniowski (1968. július 30. –) négyszeres olimpiai bajnok lengyel atléta, gyalogló.

## Pályafutása
Három alkalommal nyerte meg az 50 kilométeres gyaloglás versenyét az olimpiai játékokon, amivel magasan e szám legsikeresebbje. Atlantában, Sydney-ben, valamint Athénban szerzett aranyérmet, Sydney-ben pedig 20 kilométeren is győzött. 1997-ben, 2001-ben és 2003-ban világbajnok, 1998-ban és 2002-ben pedig Európa-bajnok lett.
1998-ban és 2000-ben őt választották az év lengyel sportolójának. 2002. augusztus 8-án 3.36:39-es eredménnyel új világrekordot teljesített 50 kilométeren. Egy évvel később további harminchat másodperccel javította meg csúcsát. Ez az eredmény 2006 decemberéig élt, amikor is az ausztrál Nathan Deakes teljesített jobbat. Jelenleg tíz különböző számban van élő lengyel rekordja.
2004-ben vonult vissza a versenyzéstől. Visszavonulása után különböző területeken tevékenykedett a Nemzetközi Olimpiai Bizottságban, valamint edzőként is munkálkodott. 2005 és 2009 között a Lengyel Állami Televíziónál dolgozott.

## Egyéni legjobbjai
- 20 kilométeres gyaloglás - 1.18:22 (2000)
- 30 kilométeres gyaloglás - 2.10:57 (2004)
- 35 kilométeres gyaloglás - 2.32:29 (2003)
- 50 kilométeres gyaloglás - 3.36:03 (2003)
- Egyórás gyaloglás - 14,794 km (1992)